# Hotchkiss 57 mm
Il Canon Hotchkiss à tir rapide de 57 mm era un pezzo leggero di artiglieria navale francese, sviluppato dalla Hotchkiss nel 1883. Rimase in servizio con le principali marine da guerra e nell'artiglieria costiera fino agli anni 1940.

## Storia
Il Canon Hotchkiss à tir rapide de 57 mm venne sviluppato, come l'analogo pezzo da 47 mm, dall'azienda francese Hotchkiss et Cie come arma secondaria per contrastare le piccole unità veloci, quali torpediniere e cacciatorpediniere, che in quegli anni si stavano diffondendo nelle marine mondiali. Fu impiegato in piccole quantità dalla Marina imperiale russa, che testò nel 1904 alcuni di questi pezzi con canne di lunghezza diversa, da 40, 50 e 58 calibri, che furono poi trasferiti all'Esercito imperiale. Era inoltre l'armamento secondario e terziario standard della maggior parte dei cacciatorpediniere della Marina imperiale giapponese costruiti tra il 1890 e il 1920, rimanendo in servizio fino alla guerra del Pacifico. In Irlanda il cannone armava l'unico carro armato Medium Mk II usato dall'Esercito irlandese tra il 1929 e il 1940. Quando il carro venne ritirato dal servizio nel 1940, il cannone venne usato come arma anticarro.

### Regno Unito
L'arma venne prontamente adottata dalla Royal Navy e prodotta su licenza in quasi 3 984 pezzi dalla Elswick Ordnance Company come QF 6 pounder 8 cwt Hotchkiss; questo fu realizzato in due versioni, la Mark I del 1885 era su affusto rigido, privo di sistema di rinculo. La Mark II del 1890 aveva invece un freno di sparo, con una coppia di cilindri idro-pneumatici.
Durante la prima guerra mondiale aumentò la richiesta di armi da parte della marina e, per semplificare la produzione, venne realizzata una versione monoblocco denominata 6 pounder Single Tube. Inizialmente su queste armi era autorizzato l'impiego esclusivamente di una carica speciale ridotta, ma nel 1917 furono rialesate e munite di un'anima interna; le armi così modificate, ridenominate Mk I***, potevano così usare le munizioni standard di 6 libbre.

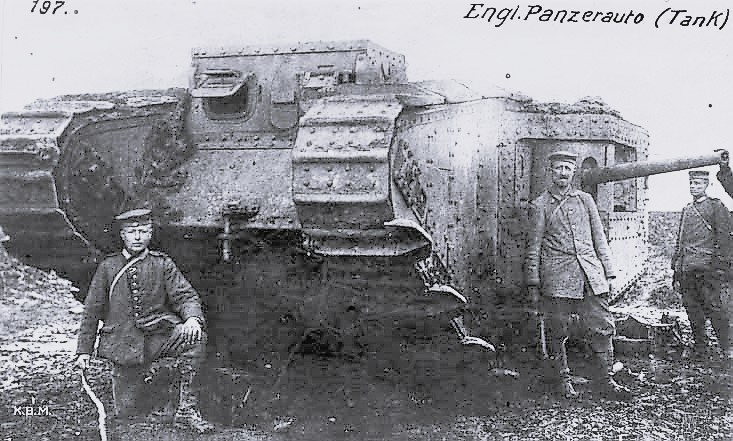
Soldati tedeschi con un Mark II male. Visibile la barbetta con il cannone da 57 mm.

Dopo la prima guerra mondiale il cannone era considerato obsoleto per il servizio di prima linea, ma continuò ad essere usato come un cannone a salve e come arma da addestramento. Molti furono comunque reimmessi di nuovo in servizio attivo nella seconda guerra mondiale per armare i piccoli battelli per il pattugliamento costiero ed anti-sommergibile e per le batterie costiere. Le navi così armate includevano i primi modelli delle famose motocannoniere Fairmile D, sulle quali il pezzo da 57 mm venne sostituito completamente dal moderno Ordnance QF 6 lb solo alla fine del 1944.
Il QF 6 pounder 8 cwt venne usato dal British Army per armare le versioni "male" dei primi carri armati britannici Mark I, II e III: nel 1916 l'esercito infatti doveva affrontare la difficoltà di approvvigionare una nuova classe di armi, senza alcuna esperienza pregressa. Un singolo cannone era installato in barbetta, uno per lato, in grado di sparare avanti o di lato. Il cannone si rivelò troppo lungo per un uso pratico dalle barbette laterali, in quanto poteva venire in contatto con il terreno o con gli ostacoli del terreno. Invece che cambiare posizione ai pezzi, si preferì sostituirli con armi più corte: dal 1917, dalla serie Mark IV, venne installato il QF 6 pounder 6 cwt Hotchkiss.
Sempre all'inizio della prima guerra mondiale, la Gran Bretagna era priva di qualsiasi artiglieria contraerea; così 72 pezzi da 57 mm furono adattati ad affusto a piedistallo ad alta elevazione. Questi pezzi furono destinati, fin dal 1916, alla difesa ravvicinata dei maggiori complessi industriali inglesi. Già prima della fine della Grande Guerra tuttavia questi pezzi antiaerei furono dismessi in quanto la gittata era troppo limitata.

### Regno d'Italia
Presso la Regia Marina italiana il cannone da 57/40 Mod. 1886 armava in 8 esemplari gli incrociatori corazzati classe "Regioni" ed in 10 esemplari quelli della classe "Vettor Pisani".
Durante la prima guerra mondiale, a causa della scarsità di pezzi di artiglieria, il Regio Esercito cercò di recuperare tutte le bocche da fuoco disponibili anche se antiquate. Così anche alcuni cannoni 57/40 Mod. 1886, con i loro affusti navali a candeliere, furono usati come artiglieria da posizione al fronte.

### Islanda
Il cannone Hotchkiss da 57 mm fu usato anche dalla Guardia costiera islandese, servendo da armamento primario sul molti pattugliatori tra gli anni venti e gli anni novanta, quando furono rimpiazzati dai Bofors 40 mm.

### Stati Uniti d'America
Presso la US Navy gli Hotchkiss affiancavano i pari calibro Driggs-Schroeder, utilizzante le stesse munizioni. Questi ultimi armarono la maggior parte dei nuovi incrociatori corazzati commissionati dal 1895, ma l'Hotchkiss 57 mm era imbarcato in due esemplari sulla nave da battaglia di seconda classe USS Texas. Equipaggiò inoltre le navi da battaglia Indiana e Oregon della classe Indiana e la USS Iowa.
Anche Lo US Army utilizzò il Hotchkiss 57 mm per la difesa ravvicinata delle coste e delle infrastrutture portuali.

## Tecnica
La canna era in acciaio dell'originale Mark I era formata da un'anima e da un ordine di cerchiatura. Il Mark I* aveva una leva di riarmo diversa, ma nel 1890 tutte le armi furono portate a questo standard, che divenne quindi il Mark I. Durante la seconda guerra mondiale, le armi convertite in cannoni a salve furono ridenominate Mark I*, mentre le Mark I*** erano i cannoni con canna monoblocco invece che cerchiata, realizzate durante la Grande Guerra per semplificare la produzione.
Tutte le bocche da fuoco avevano otturatore a cuneo verticale. Tale bocca da fuoco era inserita su una culla con ai lati due cilindri di recupero. La culla era incavalcata su un affustino a forcella, che brandeggiava a sua volta a 360° su un affusto a piedistallo fissato al ponte o inchiavardato alle piazzole di tiro. Il puntamento era manuale e per facilitare il brandeggio del pezzo spesso dal lato della culatta veniva aggiunto un contrappeso a forma di martello. Nelle versioni ad affusto rigido, gli orecchioni delle bocche da fuoco erano inserite direttamente nelle orecchioniere degli affustini.
L'arma impiegava munizioni del tipo a cartoccio proietto. Il colpo completo pesava 4,4 kg, dei quali 2,72 kg rappresentati dalla granata HE o perforante.
Le varie ditte licenziatarie realizzarono vari modelli di affusti ed affustini, che variavano soprattutto nell'elevazione della bocca da fuoco. La Elswick Ordnance Company produsse almeno sei tipi di impianti, tutti singoli: il Mk IC, del tipo "HA" (High Angle), era impiegato sugli incrociatori e monitori ed aveva un settore di elevazione compreso tra -8° e +60°.
Il Mk IV era imbarcato sui monitori; era anch'esso di tipo "HA", con elevazione tra -15° e +90°.
Era del tipo "HA" anche il Mk VI, che armava i piccoli battelli guardacoste, e gli affusti costieri VI* ed il VI**; tutti questi avevano elevazione tra -15° e +70°.